# Cúp quốc gia Wales 2009–10
Cúp quốc gia Wales FAW 2009–10 là mùa giải thứ 123 của giải đấu bóng đá loại trực tiếp hàng năm dành cho các đội bóng ở Wales, trừ những đội thi đấu ở Hệ thống các giải bóng đá ở Anh. Giải đấu 2009–10 khởi tranh từ 14 tháng 8 năm 2009 và kết thúc trên sân Parc y Scarlets ngày 1 tháng 5 năm 2010. Bangor City giành chức vô địch với chiến thắng 3–2 trước Port Talbot Town.

## Lịch thi đấu
| Vòng         | Ngày thi đấu         | Số trận | Số đội mới vào vòng này | Tiền thưởng                                                     |
| ------------ | -------------------- | ------- | ----------------------- | --------------------------------------------------------------- |
| Vòng sơ loại | 15 tháng 8 năm 2009  | 23      | 46                      |                                                                 |
| Vòng Một     | 12 tháng 9 năm 2009  | 44      | 65                      |                                                                 |
| Vòng Hai     | 3 tháng 10 năm 2009  | 32      | 20                      | Đội thua cuộc: 500 bảng Anh                                     |
| Vòng Ba      | 31 tháng 10 năm 2009 | 16      |                         | Đội thua cuộc: 1,000 bảng Anh                                   |
| Vòng Bốn     | 30 tháng 1 năm 2010  | 8       |                         | Đội thua cuộc: 2,500 bảng Anh                                   |
| Vòng Năm     | 27 tháng 2 năm 2010  | 4       |                         | Đội thua cuộc: 5,000 bảng Anh                                   |
| Bán kết      | 10 tháng 4 năm 2010  | 2       |                         | Đội thua cuộc: 10,000 bảng Anh                                  |
| Chung kết    | 2 tháng 5 năm 2010   | 1       |                         | Đội thắng cuộc: 25,000 bảng Anh; Đội thua cuộc: 15,000 bảng Anh |

## Vòng sơ loại

### Bắc
| 15 tháng 8 năm 2009 | Barmouth & Dyffryn United | 2–0 | Dyffryn Banw | Wern Mynach, Barmouth |
| 14:00               |                           |     |              |                       |

| 15 tháng 8 năm 2009 | Blaenau Ffestiniog Amateur | 0–3 | Glan Conwy                                  |  |  |
| 14:00               |                            |     | Joe Williams · Ashley Smith · Shaun Shannon |  |  |

| 15 tháng 8 năm 2009 | Borras Park Albion | 4–1 | Rhos Aelwyd |  |
| 14:00               |                    |     |             |  |

| 15 tháng 8 năm 2009 | Brickfield Rangers | 0–4 | Hawarden Rangers | Court Road, Wrexham |
| 14:00               |                    |     |                  |                     |

|  | Coedpoeth United | w/o | Llanllyfni |  |  |
|  |                  |     |            |  |  |

| 15 tháng 8 năm 2009 | Corwen Amateurs | 1–2 | Chirk AAA |  |
| 14:00               |                 |     |           |  |

| 15 tháng 8 năm 2009 | Dolgellau Athletic Amateur | 7–2 | Llanfyllin Town |  |
| 14:00               |                            |     |                 |  |

| 15 tháng 8 năm 2009 | Halkyn United | 1–2 | Tywyn & Bryncrug | Pant Newydd, Halkyn |
| 14:00               |               |     |                  |                     |

| 15 tháng 8 năm 2009 | Holywell Town | 0–5 | Llanrug United |  |
| 14:00               |               |     |                |  |

| 15 tháng 8 năm 2009 | Llandudno Junction | 3 – 2 (s.h.p.) | Castell Alun Colts | The Flyover, Llandudno Junction |
| 14:00               |                    |                |                    |                                 |

| 15 tháng 8 năm 2009 | Pwllheli | 6–0 | Nantlle Vale | Leisure Centre, Pwllheli |
| 14:00               |          |     |              |                          |

Nguồn: FAW Welsh Cup

### Nam
| 15 tháng 8 năm 2009 | AFC Llwydcoed | 3–1 | AFC Porth | Welfare Ground, Aberdare |
| 14:00               |               |     |           |                          |

| 15 tháng 8 năm 2009 | Bow Street | 0–1 | Aberbargoed Buds | Cae Piod, Bow Street |
| 14:00               |            |     |                  |                      |

| 18 tháng 8 năm 2009 | Cardiff Bay Harlequins | 2–0 | UWIC | Cardiff International Sports Stadium, Cardiff |  |
| 19:30               | h                      |     |      |                                               |  |

| 15 tháng 8 năm 2009 | Cwmamman United | 4 – 5 (s.h.p.) | Presteigne St. Andrews | Grenig Park, Cwmamman |
| 14:00               |                 |                |                        |                       |

| 15 tháng 8 năm 2009 | Garw | 0–4 | Cwmbran Celtic |  |
| 14:00               |      |     |                |  |

| 14 tháng 8 năm 2009 | Hay St Marys | 1 – 1 (s.h.p.) (5–4 p) | Monmouth Town | Breacon Road, Hereford |  |
| 19:00               | K.Jones 55'  |                        | P.Tranter 33' |                        |  |

| 15 tháng 8 năm 2009 | Llanwern | 0–5 | South Gower | Newport Stadium, Newport |
| 14:00               |          |     |             |                          |

| 15 tháng 8 năm 2009 | Maesteg Park | 2 – 4 (s.h.p.) | Llantwit Fardre | Tonteg Park, Tonteg |
| 14:00               |              |                |                 |                     |

| 15 tháng 8 năm 2009 | Newport YMCA | 3–5 | Croesyceiliog | YMCA Ground, Newport |
| 14:00               |              |     |               |                      |

| 15 tháng 8 năm 2009 | Rhayader Town | 0–2 | Newport Civil Service | The Weirglodd, Rhayader |
| 14:00               |               |     |                       |                         |

| 15 tháng 8 năm 2009 | Seven Sisters | 2–0 | Briton Ferry Llansawel | Welfare Ground, Neath |
| 14:00               |               |     |                        |                       |

| 15 tháng 8 năm 2009 | Tredegar Town | 3–0 | Pontyclun | Tredegar Leisure Complex, Tredegar |
| 14:00               |               |     |           |                                    |

| 15 tháng 8 năm 2009 | Troedyrhiw | 3–1 | Cwmbran Town | The Willows, Merthyr Tydfil |
| 14:00               |            |     |              |                             |

Nguồn: FAW Cúp quốc gia Wales

## Vòng Một

### Bắc
| 12 tháng 9 năm 2009 | Amlwch Town | 2–3 | Penrhyncoch | Lôn Bach, Amlwch |
| 14:30               |             |     |             |                  |

| 12 tháng 9 năm 2009 | Barmouth & Dyffryn United | 3–2 | Buckley Town | Wern Mynach, Barmouth |
| 14:30               |                           |     |              |                       |

| 12 tháng 9 năm 2009 | Berriew | 3–1 | Mold Alexandra | Berriew Recreational Ground, Berriew |
| 14:30               |         |     |                |                                      |

| 12 tháng 9 năm 2009 | Brymbo | 1–6 | Llangefni Town | The Crick, Brymbo |
| 14:30               |        |     |                |                   |

| 12 tháng 9 năm 2009 | Carno | 2–3 | Conwy United | Ty Brith Field, Carno |  |
|                     |       |     |              |                       |  |

| 12 tháng 9 năm 2009 | Chirk AAA | 1–3 | Gresford Athletic | Holyhead Road, Chirk |
| 14:30               |           |     |                   |                      |

| 12 tháng 9 năm 2009 | Coedpoeth United | 2–0 | Penparcau | Penyfelli Playing Fields, Coedpoeth |
| 14:30               |                  |     |           |                                     |

| 12 tháng 9 năm 2009 | Glan Conwy | 2–1 | Denbigh Town | Cae Ffwt, Glan Conwy |
| 14:30               |            |     |              |                      |

| 12 tháng 9 năm 2009 | Guilsfield | 1–3 | Llangollen Town | Community Centre Ground, Guilsfield |
| 14:30               |            |     |                 |                                     |

| 12 tháng 9 năm 2009 | Hawarden Rangers | 0–2 | Ruthin Town | Gladstone Playing Fields, Hawarden |
| 14:30               |                  |     |             |                                    |

| 12 tháng 9 năm 2009 | Lex XI | 5–3 | Dolgellau Athletic Amateur | Stansty Park, Wrexham |
| 14:30               |        |     |                            |                       |

| 12 tháng 9 năm 2009 | Llanberis | 1–2 | Flint Town United | Ffordd Dadarn, Llanberis |
| 14:30               |           |     |                   |                          |

| 12 tháng 9 năm 2009 | Llandudno | 3–1 | Bethesda Athletic | Maesdu Park, Llandudno |
| 14:30               |           |     |                   |                        |

| 12 tháng 9 năm 2009 | Llandudno Junction | 1–0 | Llanrhaeadr | The Flyover, Llandudno Junction |
| 14:30               |                    |     |             |                                 |

| 12 tháng 9 năm 2009 | Llanfairpwll | 2–1 | Penycae | Maes Eilian, Llanfairpwll |
| 14:30               |              |     |         |                           |

| 12 tháng 9 năm 2009 | Llanrug United | 4–3 | Nefyn United | Eithen Duon, Llanrug |
| 14:30               |                |     |              |                      |

| 12 tháng 9 năm 2009 | Llanrwst United | 0–2 | Llangeinor | Gwydir Park, Llanrwst |
| 14:30               |                 |     |            |                       |

| 12 tháng 9 năm 2009 | Llansantffraid Village | 3–1 | Llay Welfare | Recreation Ground, Llansantffraid-ym-Mechain |
| 14:30               |                        |     |              |                                              |

| 12 tháng 9 năm 2009 | Overton Recreation | 1 – 2 (s.h.p.) | Holyhead Hotspur | Wrexham Road, Overton-on-Dee |
| 14:30               |                    |                |                  |                              |

| 12 tháng 9 năm 2009 | Pwllheli | 2–0 | Tywyn & Bryncrug | Leisure Centre, Pwllheli |
| 14:30               |          |     |                  |                          |

| 12 tháng 9 năm 2009 | Rhydymwyn | 2–0 | Llandyrnog United | Dolfechlas Road, Rhydymwyn |
| 14:30               |           |     |                   |                            |

| 12 tháng 9 năm 2009 | Venture Community | 3 –4 (s.h.p.) | Borras Park Albion | Dunks, Wrexham |
| 14:30               |                   |               |                    |                |

Nguồn: FAW Welsh Cup

### Nam
| 12 tháng 9 năm 2009 | Barry Town | 1–5 | Ely Rangers | Jenner Park, Barry |
| 14:30               |            |     |             |                    |

| 11 tháng 9 năm 2009 | Bryntirion Athletic | 4–2 | Cardiff Corinthians | Bryntirion Park, Bridgend |
| 17:30               |                     |     |                     |                           |

| 12 tháng 9 năm 2009 | Caerau (Ely) | 2–0 | Bettws | Cwrt y Ala, Ely |
| 14:30               |              |     |        |                 |

| 12 tháng 9 năm 2009 | Cambrian & Clydach Vale | 4–0 | Ammanford | King George New Field, Clydach Vale |
| 14:30               |                         |     |           |                                     |

| 12 tháng 9 năm 2009 | Corus Steel | 0–1 | Garden Village | Corus Sports Ground, Margam |  |
|                     |             |     |                |                             |  |

| 12 tháng 9 năm 2009 | Croesyceiliog | 1–0 | Risca United | Woodland Road, Croesyceiliog |
| 14:30               |               |     |              |                              |

| 12 tháng 9 năm 2009 | Cwmaman Institute | 1–7 | Cwmbran Celtic | Canolfan Cwmaman, Cwmaman |
| 14:30               |                   |     |                |                           |

| 12 tháng 9 năm 2009 | Goytre United | 3 –1 | Pentwyn Dynamo | Glehafod Park, Goytre |
| 14:30               |               |      |                |                       |

| 12 tháng 9 năm 2009 | Hay St Marys | 2 – 1 (s.h.p.) | Dinas Powys | Breacon Road, Hereford |
| 14:30               |              |                |             |                        |

| 12 tháng 9 năm 2009 | Llantwit Fardre | 0–1 | Aberbargoed Buds | Tonteg Park, Tonteg |
| 14:30               |                 |     |                  |                     |

| 12 tháng 9 năm 2009 | Newcastle Emlyn | 1–2 | AFC Llwydcoed | Parc Emlyn, Newcastle Emlyn |
| 14:30               |                 |     |               |                             |

| 12 tháng 9 năm 2009 | Penrhiwceiber Rangers | 3–1 | Caerleon | Glasbrook Terrace, Penrhiwceiber |
| 14:30               |                       |     |          |                                  |

| 12 tháng 9 năm 2009 | Pontardawe Town | 4–1 | Presteigne St. Andrews | The Recreation Ground, Pontardawe |
| 14:30               |                 |     |                        |                                   |

| 12 tháng 9 năm 2009 | Pontyclun | 7–2 | Goytre | Ivor Park, Ponyclun |
| 14:30               |           |     |        |                     |

| 12 tháng 9 năm 2009 | Pontypridd Town | 3–0 | Newport Civil Service | Ynysangharad War Memorial Park, Pontypridd |
| 14:30               |                 |     |                       |                                            |

| 12 tháng 9 năm 2009 | Porthcawl Town | 2–4 | Ton Pentre | Lock Lane, Porthcawl |
| 14:30               |                |     |            |                      |

| 12 tháng 9 năm 2009 | Seven Sisters | 0–7 | Afan Lido | Welfare Ground, Neath |
| 14:30               |               |     |           |                       |

| 12 tháng 9 năm 2009 | South Gower | 0–5 | Caldicot Town | South Gower Sports Ground, Scurlage |
| 14:30               |             |     |               |                                     |

| 12 tháng 9 năm 2009 | Treharris Athletic Western | 3–4 | Cardiff Bay Harlequins | Athletic Ground, Treharris |
| 14:30               |                            |     |                        |                            |

| 12 tháng 9 năm 2009 | Troedyrhiw | 2–1 | Abertillery Bluebirds | The Willows, Merthyr Tydfil |
| 14:30               |            |     |                       |                             |

| 12 tháng 9 năm 2009 | West End | 6 – 6 (s.h.p.) (2–4 p) | Taff's Well | Pryderi Park, Swansea |
| 14:30               |          |                        |             |                       |

Nguồn: FAW Welsh Cup

## Vòng Hai

### Bắc
| 3 tháng 10 năm 2009 | Bangor City                                          | 4–1      | Elements Cefn Druids | Farrar Road Stadium, Bangor                       |  |
| 14:30               | Jamie Reed 87', Jamie Brewerton 57', Chris Sharp 81' | Chi tiết | Jon Rush             | Lượng khán giả: 502 Trọng tài: Bryn Markham Jones |  |

| 3 tháng 10 năm 2009 | Bala Town | 8–1 | Borras Park Albion |  |
| 14:30               |           |     |                    |  |

| 3 tháng 10 năm 2009 | Conwy United | 0 – 2 (s.h.p.) | The New Saints |  |
| 14:30               |              |                |                |  |

| 3 tháng 10 năm 2009 | Flint Town United | 7–1 | Barmouth & Dyffryn United | Court Road, Wrexham |
| 14:30               |                   |     |                           |                     |

| 3 tháng 10 năm 2009 | Connah's Quay Nomads | 2–0 | Pwllheli |  |
| 14:30               |                      |     |          |  |

| 3 tháng 10 năm 2009 | Gresford Athletic | 2–3 | Llanrug United |  |
| 14:30               |                   |     |                |  |

| 3 tháng 10 năm 2009 | Holyhead Hotspur | 1 – 1 (s.h.p.) (4–3 p) | Newtown |  |
| 14:30               |                  |                        |         |  |

| 3 tháng 10 năm 2009 | Lex XI | 1–3 | Airbus UK | Pant Newydd, Halkyn |
| 14:30               |        |     |           |                     |

| 3 tháng 10 năm 2009 | Llandudno | 3–0 | Berriew |  |
| 14:30               |           |     |         |  |

| 3 tháng 10 năm 2009 | Llanfairpwll | 1–3 | Rhyl | The Flyover, Llandudno Junction |
| 14:30               |              |     |      |                                 |

| 3 tháng 10 năm 2009 | Llangefni Town | 1–2 | Llandudno Junction | Leisure Centre, Pwllheli |
| 14:30               |                |     |                    |                          |

| 3 tháng 10 năm 2009 | Llangollen Town | 1–0 | Glan Conwy |  |
| 14:30               |                 |     |            |  |

| 3 tháng 10 năm 2009 | Llansantffraid Village | 1–2 | Coedpoeth United |  |
| 14:30               |                        |     |                  |  |

| 3 tháng 10 năm 2009 | Penrhyncoch | 0–1 | CPD Porthmadog |  |
| 14:30               |             |     |                |  |

| 3 tháng 10 năm 2009 | Ruthin Town | 1–2 | Caersws |  |
| 14:30               |             |     |         |  |

| 3 tháng 10 năm 2009 | Rhydymwyn | 1–0 | Caernarfon Town |  |
| 14:30               |           |     |                 |  |

| 3 tháng 10 năm 2009 | Technogroup Welshpool Town | 2–3 | Prestatyn Town |  |
| 14:30               |                            |     |                |  |

Nguồn: FAW Welsh Cup

### Nam
| 3 tháng 10 năm 2009 | Aberaman Athletic | 3–2 | Penrhiwceiber Rangers |  |
| 14:30               |                   |     |                       |  |

| 3 tháng 10 năm 2009 | Afan Lido | 5–1 | Croesyceiliog |  |
| 14:30               |           |     |               |  |

| 3 tháng 10 năm 2009 | Bridgend Town | 2–0 | Ton Pentre |  |
| 14:30               |               |     |            |  |

| 3 tháng 10 năm 2009 | Bryntirion Athletic | 0–3 | Aberystwyth Town | Court Road, Wrexham |
| 14:30               |                     |     |                  |                     |

| 3 tháng 10 năm 2009 | Caerau (Ely) | 5–1 | Hay St Marys |  |
| 14:30               |              |     |              |  |

| 3 tháng 10 năm 2009 | Cambrian & Clydach Vale | 3–1 | Troedyrhiw |  |
| 14:30               |                         |     |            |  |

| 3 tháng 10 năm 2009 | Cardiff Bay Harlequins | 3–2 | Aberbargoed Buds |  |
| 14:30               |                        |     |                  |  |

| 3 tháng 10 năm 2009 | Carmarthen Town | 4–1 | Pontypridd Town | Pant Newydd, Halkyn |
| 14:30               |                 |     |                 |                     |

| 3 tháng 10 năm 2009 | Ely Rangers | 3–2 | AFC Llwydcoed |  |
| 14:30               |             |     |               |  |

| 3 tháng 10 năm 2009 | Garden Village | 2 – 6 (s.h.p.) | Caldicot Town | The Flyover, Llandudno Junction |
| 14:30               |                |                |               |                                 |

| 3 tháng 10 năm 2009 | Goytre United | 0–3 | Pontardawe Town | Leisure Centre, Pwllheli |
| 14:30               |               |     |                 |                          |

| 3 tháng 10 năm 2009 | Llangeinor | 2 – 1 (s.h.p.) | Pontyclun |  |
| 14:30               |            |                |           |  |

| 3 tháng 10 năm 2009 | Neath Athletic | 2 – 2 (s.h.p.) (2–3 p) | Llanelli |  |
| 14:30               |                |                        |          |  |

| 3 tháng 10 năm 2009 | Port Talbot Town | 5–0 | Cwmbran Celtic |  |
| 14:30               |                  |     |                |  |

| 3 tháng 10 năm 2009 | Taff's Well | 0–2 | Haverfordwest County |  |
| 14:30               |             |     |                      |  |

Nguồn: FAW Welsh Cup

## Vòng Ba
| 31 tháng 10 năm 2009 | Aberaman Athletic | 2–0 | Ely Rangers |  |
| 14:00                |                   |     |             |  |

| 31 tháng 10 năm 2009 | Bala Town | 1–0 | Llanrug United |  |
| 14:00                |           |     |                |  |

| 31 tháng 10 năm 2009 | Caerau (Ely) | 1–2 | Afan Lido |  |
| 14:00                |              |     |           |  |

| 31 tháng 10 năm 2009 | Caersws | 4–1 | Coedpoeth United |  |
| 14:00                |         |     |                  |  |

| 31 tháng 10 năm 2009 | Caldicot Town | 0–3 | Port Talbot Town |  |
| 14:00                |               |     |                  |  |

| 31 tháng 10 năm 2009 | Cambrian & Clydach Vale | 0–2 | The New Saints |  |
| 14:00                |                         |     |                |  |

| 31 tháng 10 năm 2009 | CPD Porthmadog | 3–1 | Rhydymwyn |  |
| 14:00                |                |     |           |  |

| 31 tháng 10 năm 2009 | Flint Town United | 0–1      | Bangor City   | Cae-y-Castell, Flint                     |  |
| 14:00                |                   | Chi tiết | Peter Hoy 36' | Lượng khán giả: 627 Trọng tài: Huw Jones |  |

| 31 tháng 10 năm 2009 | Connah's Quay Nomads | 3 – 2 (s.h.p.) | Airbus UK |  |
| 14:00                |                      |                |           |  |

| 31 tháng 10 năm 2009 | Haverfordwest County | 1–2 | Aberystwyth Town |  |
| 14:00                |                      |     |                  |  |

| 31 tháng 10 năm 2009 | Llanelli | 3–1 | Carmarthen Town |  |
| 14:00                |          |     |                 |  |

| 31 tháng 10 năm 2009 | Llangeinor | 1–6 | Holyhead Hotspur |  |
| 14:00                |            |     |                  |  |

| 31 tháng 10 năm 2009 | Llangollen Town | 1–3 | Llandudno Junction |  |
| 14:300               |                 |     |                    |  |

| 31 tháng 10 năm 2009 | Pontardawe Town | 2–0 | Llandudno |  |
| 14:00                |                 |     |           |  |

| 31 tháng 10 năm 2009 | Prestatyn Town | 3–0 | Cardiff Bay Harlequins |  |
| 14:00                |                |     |                        |  |

| 31 tháng 10 năm 2009 | Rhyl | 4–2 | Bridgend Town |  |
| 14:00                |      |     |               |  |

Nguồn: FAW Welsh Cup

## Vòng Bốn
| 30 tháng 1 năm 2010 | Aberystwyth Town | 0–2 | Port Talbot Town |  |
| 14:00               |                  |     |                  |  |

| 30 tháng 1 năm 2010 | Afan Lido | 2 – 1 (s.h.p.) | Connah's Quay Nomads |  |
| 14:00               |           |                |                      |  |

| 30 tháng 1 năm 2010 | Bala Town | 2–0 | Caersws |  |
| 14:00               |           |     |         |  |

| 30 tháng 1 năm 2010 | Bangor City | 3–1 | Aberaman Athletic |  |
| 14:00               |             |     |                   |  |

| 30 tháng 1 năm 2010 | Llandudno Junction | 0–6 | The New Saints |  |
| 14:00               |                    |     |                |  |

| 30 tháng 1 năm 2010 | Llanelli | 4–0 | Holyhead Hotspur |  |
| 14:00               |          |     |                  |  |

| 30 tháng 1 năm 2010 | Prestatyn Town | 1–0 | CPD Porthmadog |  |
| 14:00               |                |     |                |  |

|  | Rhyl | 7–0 | Pontardawe Town |  |  |
|  |      |     |                 |  |  |

Nguồn: FAW Welsh Cup

## Tứ kết
| 27 tháng 2 năm 2010 | Bala Town | 2 – 0 (s.h.p.) | Afan Lido |  |  |
| 14:30               | 0–0       |                |           |  |  |

| 27 tháng 2 năm 2010 | Bangor City                | 2–0 | Llanelli | Sân vận động Farrar Road                   |  |
| 17:15               | Reed 6' (pen) · Morley 90' |     |          | Lượng khán giả: 820 Trọng tài: Mark Whitby |  |

| 27 tháng 2 năm 2010 | Prestatyn Town | 4 – 4 (s.h.p.) (5–3 p) | Rhyl |  |
| 14:30               |                |                        |      |  |

| 27 tháng 2 năm 2010 | The New Saints | 2 – 2 (s.h.p.) (3–4 p) | Port Talbot Town |  |
| 14:30               |                |                        |                  |  |

Nguồn: FAW Welsh Cup

## Bán kết
| Bala Town | 0–1 | Port Talbot Town |
| --------- | --- | ---------------- |
|           |     | McCreesh 33'     |

| Bangor City             | 2–0 | Prestatyn Town |
| ----------------------- | --- | -------------- |
| Smyth 11' · Garside 43' |     |                |

## Chung kết
| Port Talbot Town          | 2–3    | Bangor City                       |
| ------------------------- | ------ | --------------------------------- |
| Fahiya 57' · McCreesh 85' | Report | Hunt 6' · Reed 15' · Morley 90+1' |